# Mont Gerbizon
Le mont Gerbizon est un sommet d'origine volcanique culminant à 1 064 m d'altitude dans le département français de la Haute-Loire.

## Toponymie
Nemus de Gerbizo (1529), le bois de Gerbisou (1605), Gerbuzon, Gerbizon (1607).

## Géographie

### Situation
Le mont se trouve dans le Meygal, au sein du Massif central. Son versant occidental s'étend sur la commune de Mézères, tandis que son versant oriental se trouve dans celle de Retournac.

### Géologie
Âgé de 14 millions d'années, le dôme-coulée, sculpté par l'érosion, apparaît aujourd'hui comme une vaste étendue plane s'étirant sur 2 kilomètres, à une altitude moyenne de 1 000 mètres. La phonolite qui constitue son sommet recouvre une série de sédiments considérable.